# کپ‌من
کپ‌من (فنلاندی: CapMan Oyj) که در سال ۱۹۸۹ تأسیس شد و دفتر مرکزی آن در هلسینکی، فنلاند قرار دارد، یک شرکت مدیریت صندوق سهام اختصاصی فنلاندی است که در بورس اوراق بهادار هلسینکی فهرست شده است. CapMan صندوق‌هایی را با سرمایه‌ای که عمدتاً از سرمایه‌گذاران نهادی اروپایی، مانند صندوق‌های بازنشستگی و شرکت‌های بیمه، موقوفات، دفاتر خانوادگی، صندوق‌های صندوق‌ها و مؤسسات دولتی، جمع‌آوری شده است، مدیریت می‌کند. کپ‌من سه حوزه سرمایه‌گذاری کلیدی دارد - سهام خصوصی، املاک و مستغلات و زیرساخت. در مجموع، کپ‌من حدود ۱۹۰ متخصص را در هلسینکی، استکهلم، کپنهاگ، اسلو، لوکزامبورگ و لندن استخدام می‌کند.

## تاریخچه
در سال ۲۰۱۴، در بیست و پنجمین سالگرد کپ‌من، کتابی با عنوان "در صندلی راننده - داستان‌هایی درباره کارآفرینان و کپ‌من" توسط روزنامه‌نگار مارکو ارولا از مجله Talouselämä نوشته شد.

## حوزه‌های سرمایه‌گذاری
شرکت کپ‌من سه حوزه سرمایه‌گذاری کلیدی دارد - سهام خصوصی، املاک و مستغلات و زیرساخت - که هر کدام تیم‌ها و صندوق‌های سرمایه‌گذاری اختصاصی خود را دارند.
- 'سهام خصوصی شامل CapMan Buyout است که در شرکت‌های میان‌رده نوردیک که در صنایع مختلف ثبت نشده‌اند، سرمایه‌گذاری می‌کند؛ CapMan Growth که سرمایه‌گذاری‌های اقلیتی در شرکت‌های رو به رشد نوردیک انجام می‌دهد؛ CapMan Special Situations که در بازسازی‌ها و تجدید ساختارها سرمایه‌گذاری می‌کند و CapMan Credit که در بدهی‌های خصوصی سرمایه‌گذاری می‌کند.

- 'املاک و مستغلات صندوق‌ها و قراردادهای املاک و مستغلات سهام خصوصی را مدیریت می‌کند که در املاک اداری، خرده‌فروشی، مسکونی و هتل در کشورهای نوردیک سرمایه‌گذاری می‌کنند.

- 'Infra در دارایی‌های زیرساختی میان‌رده نوردیک سرمایه‌گذاری می‌کند و بر دارایی‌های انرژی، حمل و نقل و ارتباطات دیجیتال تمرکز دارد.

## سرمایه‌گذاری‌ها
اهداف مشارکت‌های سرمایه‌گذاری کپ‌من عمدتاً شرکت‌های ثبت نشده نوردیک، املاک و مستغلات و دارایی‌های زیرساختی هستند.

در دسامبر ۲۰۱۲، کپ‌من به یکی از امضاکنندگان اصول سازمان ملل برای سرمایه‌گذاری مسئولانه (UN PRI) تبدیل شد.
در طول این سال‌ها، کپ‌من در ده‌ها شرکت مختلف، از جمله نوردلید، سدروت، اسپری کیر، دیزاین-تالو، لومنه، گروه کمپ، نورث الاینس، والکی، کماس ال.تی.دی، لمپولوکس و گروه هاواتور، سرمایه‌گذاری کرده است.
کپ‌من ۵ میلیارد یورو سرمایه تحت مدیریت دارد.

## مالکیت
نیمی از سهام کپ‌من متعلق به خانوارهای فنلاندی است. بزرگترین مالک آن Silvertärnan Ab است. سایر سهامداران بزرگ شامل شرکت بیمه بازنشستگی Ilmarinen Mutual، شرکت بیمه بازنشستگی Varma Mutual و صندوق بازنشستگی دولتی هستند. تقریباً چهار درصد متعلق به مدیریت است.